# Common Database on Designated Areas
O Common Database on Designated Areas (em português:  "Banco de Dados Comum Sobre Áreas Designadas") ou CDDA é um banco de dados para áreas protegidas oficialmente designadas, como reservas naturais, paisagens protegidas, parques nacionais, entre outros, na Europa.
O banco de dados, que entrou no ar em 1999, é um projeto comunitário da Agência Europeia do Ambiente (EEA) do Conselho da Europa e do Centro de Monitoramento da Conservação Mundial do Programa das Nações Unidas do Ambiente (UNEP-WCMC).
O banco de dados está dividido em área nacional e área internacional. A área nacional é para os estados membros da UE ou EEE sobre a Rede Europeia de Informação e Observação Ambiental ou EIONET. A limpeza de dados para a área nacional de membros não pertencentes ao EEE e a área internacional é realizada por sistemas UNEP-WCMC.
O banco de dados segue o sistema da União Internacional para a Conservação da Natureza e Recursos Naturais (IUCN) e as normas das Nações Unidas para garantir a compatibilidade com bancos de dados semelhantes em todo o mundo, especialmente o Banco de Dados Mundial de Áreas Protegidas (WDPA).
O banco de dados pode ser acedido a partir da Internet através do sítio do Sistema Europeu de Informação sobre a Natureza (EUNIS).

Sobre os dados, verdadeiras áreas marinhas protegidas, como as Áreas Marinhas Protegidas do Arco Atlântico (MAIA), não foram incluídas no banco de dados.